# Émile Zola
Émile Zola (født 2. april 1840, død 29. september 1902) var en indflydelsesrig fransk forfatter. Han var en betydelig eksponent for naturalismen i litteraturen og vigtig for Frankrigs politiske liberalisering.[kilde mangler]
Émile Zola skrev det verdensberømte åbne brev: J'accuse (Jeg anklager) om Dreyfus-affæren, der drejede sig om en fransk jødisk officer uskyldigt dømt for spionage. Brevet var stilet til den franske præsident og blev offentliggjort i avisen L'Aurore den 13. januar 1898. Zola indser i brevet, at hans ytring er en injurie,[kilde mangler] men skriver det alligevel som en samvittighedshandling. Han blev idømt fængselsstraf, men undgik den ved at flygte til England, hvor han opholdt sig fra 1898 til 1899. Brevet var i høj grad medvirkende til, at sagen mod den dømte officer blev genoptaget, og den uskyldige fik genoprejsning.

## Værker
Émile Zola debuterede i 1864 med novellesamlingen Contes à Ninon (da. Fortællinger til Ninon). Han fik sit gennembrud i 1867 med romanen Thèrése Raquin (da. 1901), som er filmatiseret flere gange. I 1868 kom romanen i en 2. udgave. Denne gang med et forord af Zola, hvor han for første gang lancerer naturalismen. Kravene er, at romanen skal være lige så objektiv og skildre virkeligheden som faglitteraturen.
Zolas hovedværk Les Rougon-Macquart blev skrevet i 1871 – 1893 og bestod af 20 romaner.
Zola har dannet forbillede for mange forfattere. I Danmark fx Herman Bang.

## Udmærkelser
Var officer af Æreslegionen 1888 – 1889. Titlen blev frataget ham pga. Dreyfus-affæren.
Flere steder er der opkaldt bygninger og veje efter Émile Zola. 
I Frankrig ligger skolerne Lycée Émile Zola i Aix-en-Provence og Collège Émile Zola i Fouquiéres-lés-Lens. 
I Tyskland ligger Emilie-Zola-Straße i Hohen Neuendorf.
I Danmark ligger Zolas Alle i Søborg i Gladsaxe kommune